# Cryptoblabes amphicharis
Cryptoblabes amphicharis is een vlinder uit de familie snuitmotten (Pyralidae). De wetenschappelijke naam van deze soort is voor het eerst geldig gepubliceerd in 1933 door Meyrick.
De soort komt voor in tropisch Afrika.